# Styrax oliganthes
Styrax oliganthes är en storaxväxtart som beskrevs av V. Steenis. Styrax oliganthes ingår i släktet Styrax och familjen storaxväxter. Inga underarter finns listade i Catalogue of Life.